# Prušánky
Prušánky település Csehországban, Hodoníni járásban. Prušánky Starý Poddvorov, Nový Poddvorov, Hrušky, Moravská Nová Ves, Moravský Žižkov, Josefov és Čejkovice településekkel határos. Lakosainak száma 2170 fő (2024. január 1.).

## Népesség
A település lakosságának változását az alábbi diagram mutatja:
| Lakosok száma | 1305 | 1660 | 2024 | 2206 | 2090 | 2090 | 2207 | 2231 | 2105 | 2170 |
|               | 1869 | 1900 | 1921 | 1961 | 1980 | 2011 | 2016 | 2019 | 2021 | 2024 |